# Elecciones al Parlamento Centroamericano de El Salvador de 2024
Las elecciones al Parlamento Centroamericano de la República de El Salvador de 2024 se llevaron a cabo el 3 de marzo de 2024, son las undécimas de su tipo desde la firma de los Acuerdos de Paz de 1992 y las decimocuartas desde la promulgación de la Constitución de la República de 1983; en ellas se elegirán a 20 diputados miembros para el Parlamento Centroamericano. La elección se celebró simultáneamente con las elecciones presidenciales, legislativas y municipales en todo el país.

## Sistema electoral
Se elegirán a 20 diputados titulares con sus respectivos diputados suplentes por voto universal y secreto a nivel nacional, empleando el método de la cifra repartidora. 

## Calendario electoral
| Actividad | Fecha de Inicio | Fecha de Finalización |
| --- | --------------- | --------------------- |
| Suspensión del proceso para modificar la dirección de residencia. | 02/dic/2022     | 03/abr/2023           |
| Convocatoria y realización de elecciones internas de partidos políticos para elegir candidaturas. | 03/feb/2023     | 05/jul/2023           |
| Definición de Oficinas de Enlace de partidos políticos y proceso de aprobación de centros de votación. | 01/feb/2023     | 06/oct/2023           |
| Suspensión de admisión de solicitudes de inscripción de nuevos partidos políticos. | 14/ago/2023     | 06/abr/2024           |
| Recibimiento de solicitudes de personas interesadas en participar como candidaturas no partidarias para ser reconocidas. | 05/may/2023     | 05/sep/2023           |
| Inscripción de Pactos de Coalición para la elección presidencial y de diputaciones de la Asamblea Legislativa. | 07/ago/2023     | 18/ago/2023           |
| Cierre de Registro Electoral. | 11/abr/2023     | 06/oct/2023           |
| Convocatoria a Elecciones y otras acciones. | 06/sep/2023     | 28/feb/2024           |
| Inscripción y propaganda electoral de candidaturas a Presidencia y Vicepresidencia de la República. | 07/sep/2023     | 31/ene/2024           |
| Inscripción y propaganda electoral de candidaturas de Diputaciones a la Asamblea Legislativa. | 07/sep/2023     | 31/ene/2024           |
| Organización de Juntas Electorales Departamentales (JED) | 07/ago/2023     | 27/dic/2023           |
| Organización de Juntas Electorales Municipales (JEM) | 07/ago/2023     | 09/abr/2024           |
| Preparativos y Material Electoral-Elección presidencial y de diputaciones a la Asamblea Legislativa. | 07/oct/2023     | 28/ene/2024           |
| Pruebas y Simulacros de Transición, Procesamiento y Divulgación de Resultados Electorales Preliminares. | 03/ene/2023     | 16/feb/2024           |
| Organización de Juntas Receptoras de Votos. | 06/oct/2023     | 04/mar/2024           |
| Logística para la elección presidencial y de diputaciones a la Asamblea Legislativa. | 04/dic/2023     | 05/abr/2024           |
| ELECCIONES PRESIDENCIALES, VICEPRESIDENCIALES Y DE DIPUTACIONES A LA ASAMBLEA LEGISLATIVA. - Transmisión, procesamiento y divulgación de resultados electorales preliminares. | 04/feb/2024     | 05/feb/2024           |
| Declaratoria de Resultados y Entrega de Credenciales elección presidencial y de diputaciones a la Asamblea Legislativa. - Escrutinio final. - Decreto de Declaratoria Firme de Resultados de Elección Presidencial. (16/feb/2024 - 20/feb/2024) - Decreto de Declaratoria Firme de Resultados de Diputaciones a la Asamblea Legislativa. (18/feb/2024 - 24/feb/2024)                           | 04/feb/2024     | 06/mar/2024           |
| Convocatoria a 2da. vuelta electoral presidencial y otras acciones (si hubiere). | 17/feb/2024     | 28/feb/2024           |
| Inscripción de Pactos de Coalición para las elecciones de diputaciones al PARLACEN y Concejos Municipales. | 04/sep/2023     | 18/sep/2023           |
| Inscripción y propaganda electoral de candidaturas de Diputaciones al PARLACEN. | 07/sep/2023     | 28/feb/2024           |
| Inscripción y propaganda electoral de candidaturas a Concejos Municipales. | 16/oct/2023     | 28/feb/2024           |
| Preparativos y material electoral elecciones de diputaciones al PARLACEN, Concejos Municipales y 2da. elección presidencial (si hubiere). | 07/oct/2023     | 25/feb/2024           |
| Logística para las elecciones de diputaciones al PARLACEN, Concejos Municipales y 2da. elección presidencial (si hubiere). | 05/feb/2024     | 26/abr/2024           |
| ELECCIONES DE DIPUTACIONES AL PARLACEN, CONCEJOS MUNICIPALES Y SEGUNDA ELECCIÓN PRESIDENCIAL (SI HUBIERE). - Transmisión, procesamiento y divulgación de resultados electorales preliminares. | 03/mar/2024     | 04/mar/2024           |
| Declaratoria de Resultados y Entrega de Credenciales elección presidencial, diputaciones al PARLACEN y Concejos Municipales. - Escrutinio final. - Decreto de Declaratoria Firme de Resultados de 2da. vuelta Elección Presidencial. (14/mar/2024 - 18/mar/2024) - Decreto de Declaratoria Firme de Resultados de Diputaciones al PARLACEN y Concejos Municipales. (18/mar/2024 - 03/abr/2024) | 03/mar/2024     | 12/abr/2024           |
| Proceso sansionatorio para quien se negare sin justa causa a desempeñar cargos de miembros de Organismos Electorales. | 07/oct/2023     | 26/jul/2024           |
| Seminario de Evaluación del Proceso Electoral 2024 y publicación y divulgación de Estadísticas Electorales 2024. | 06/y/2024       | 12/jul/2024           |
| Ejecución, control y liquidación presupuestaria. | 03/ene/2023     | 19/jul/2024           |
| Rendición de Cuentas TSE sobre el Proceso Electoral 2024. | 24/jul/2024     | 30/jul/2024           |

## Partidos inscritos
De los trece partidos constituidos legalmente para competir en las elecciones, solo ocho participaron en este proceso electoral.
|  | 68,11 % |

|  | 13,23 % |

|  | 7,30 % |

|  | 6,61 % |

|  | 3,16 % |

|  | 1,59 % |

## Resultados
Resultados del escrutinio final al conteo del 100.00% de actas.
|  | 53.75 % |

|  | 10.99 % |

|  | 8.26 % |

|  | 7.84 % |

|  | 7.69 % |

|  | 6.15 % |

|  | 3.28 % |

|  | 2.04 % |

|  | 30.12 % |

## Representantes electos
A continuación se enlistan los diputados electos: 
| N.º | Nombre                     | Partido | Partido | Marcas obtenidas |
| --- | -------------------------- | ------- | ------- | ---------------- |
| 1   | Yissel Barahona            |         | N       | 143,452          |
| 2   | Carlos Hernández           |         | N       | 101,288          |
| 3   | Michelle de Murillo        |         | N       | 95,781           |
| 4   | Guadalupe Raymundo         |         | N       | 93,527           |
| 5   | Cecilia Vargas             |         | N       | 89,079           |
| 6   | Cecilia Rivera             |         | N       | 83,896           |
| 7   | Bryan Orellana             |         | N       | 81,931           |
| 8   | Lisseth Arias              |         | N       | 78,952           |
| 9   | Eduardo Carías             |         | N       | 76,807           |
| 10  | Carlos Rivera              |         | N       | 75,528           |
| 11  | Ángel Maravilla            |         | N       | 73,863           |
| 12  | Glenda Estrada             |         | N       | 72,242           |
| 13  | Carolina Hernández         |         | N       | 69,361           |
| 14  | Heidy Mira                 |         | ARENA   | 38,568           |
| 15  | Jeannette Palacios         |         | ARENA   | 24,990           |
| 16  | Rina Araujo                |         | FMLN    | 27,264           |
| 17  | Mirtala López              |         | FMLN    | 18,681           |
| 18  | Nelson Guardado            |         | GANA    | 32,629           |
| 19  | Nelson de la Cruz Alvarado |         | PDC     | 30,585           |
| 20  | Roberto Rivas              |         | PCN     | 23,689           |